# ألكانات عليا

هيكل عام للألكنات العليا

الألكانات العليا هي الألكانات التي تحوي تسعة ذرات كربون على الأقل في أطول سلسلة كربونية في الصيغة المفصلة.
بالتالي يكون مركب نونان هو أصغر الألكانات العليا.

## اقرأ أيضاً
- برافين